# Левин I фон дер Шуленбург
Левин I фон дер Шуленбург (на немски: Levin I von der Schulenburg; * 1510, Бетцендорф, Саксония-Анхалт; † 3 октомври 1569, Дамбек, днес част от Залцведел) е благородник от род фон дер Шуленбург „Черната линия“ в Алтмарк в Саксония-Анхалт.

## Произход
Той е син (от осем деца) на Албрехт I фон дер Шуленбург 'Черния' (* пр. 1485; † 1519, от раните при Золтау) и съпругата му Катарина фон Рор (* ок. 1486; † сл. 1519), дъщеря на Хайнрих фон Рор и съпругата му фон Биникен. Внук е на Бернхард VII 'Стари' фон дер Шуленбург (* ок. 1430; † пр. 25 май 1498) и фон Оперсхаузен. Правнук е на Вернер VIII фон дер Шуленбург (* ок. 1401; † пр. 1448) и на Барбара фон Есторф.
Замъкът Бетцендорф е от 1340 г. собственост на род фон дер Шуленбург, след напускането на замък-резиденцията Шуленбург при Щапенбек близо до Залцведел. Бетцендорф става през следващите векове фамилно главно място на рода.
През 1340 г. замъкът-резиденция Бург Бетцендорф се разделя между „Черната и Бялата линия“ на род фон дер Шуленбург. От втората половина на 16 век членове на фамилията се местят в селото Бетцендорф и околностите и замъкът не се използва. През Тридесетгодишната война замъкът не може да се защитава. Последният канон е продаден през 1642 г. До 1760 г. фамилията живее в части от замъка.
Левин I фон дер Шуленбург умира на 3 октомври 1569 г. на 59 години в Дамбек, днес част от Залцведел. Погребан е в „малката църква“ („Kleine Kirche“) в Дамбек.

## Фамилия
Левин I фон дер Шуленбург се жени през 1534/1536 г. за Илза фон Квитцов (* 1518; † 19 май 1591, Дамбек, погребана в манастирската църква в Дамбек), дъщеря на Юрген (Георг) фон Квитцов († 1527) и Маргарета фон Арним (* ок. 1496). Те имат 12 деца:
- Албрехт IV фон дер Шуленбург (* 1535, Бетцендорф; † 26 октомври или 12 ноември 1583, Залцведен), женен 1560 г. за Доротея фон Велтхайм (* ок. 1539, Харбке; † 1593, Дамбек)
- Георг VII фон дер Шуленбург (* 31 август? 1535; † 20 април 1619, Брауншвайг), женен за Луция фон Велтхайм (1542 – 1620), няма деца
- Луция фон дер Шуленбург (1537 – 1591), омъжена за Адам фон Трота
- Левин фон дер Шуленбург (* пр. 1538; † 154?)
- Вернер XVII фон дер Шуленбург (* 1541; † 11 януари 1581), женен 1571 г. за Барта София фон Бартенслебен (* август 1550, Хьотенслебен; † 23 септември 1606, Магдебург)
- Рикса фон дер Шуленбург († сл. 1544), омъжена за Освалд фон Бодендик
- Урсула фон дер Шуленбург (1545 – 1582), омъжена за Якоб фон Бартенслебен
- Дитрих X фон дер Шуленбург (* 1546; † 12 март 1598), женен I. за Елизабет фон Кноблаух, II. 1573 г. за Анна фон Алвенслебен († сл. 1585/1589), III. за Анна фон Котце († 1595)
- София фон дер Шуленбург (* 9 януари 1551; † 28 октомври 1591, Зеебург), омъжена за Куно фон Хан
- Анна фон дер Шуленбург (1552 – 1604), омъжена за Лудолф I фон Алвенслебен, син на Лудолф фон Алвенслебен (1510 – 1562)
- Бернхард XIII фон дер Шуленбург (* 10 май ? 1557; † 28 октомври 1601, Бранденбург), женен I. за Анна фон Хан († 1589), II. 1591 г. за Мария фон Квитцов († 1631)
- Маргарета фон дер Шуленбург (1560 – 1595), омъжена за Андреас фон Бодендик